# Sotji
Sotji (russisk: Сочи, tr. Sotji) er en russisk kurby ved Sortehavet for foden af Kaukasusbjergene med Europas højeste bjerg Elbrus, 5.648 m.
Sotji har 444.989 (2024) indbyggere og ligger i Krasnodar kraj. Der er en international lufthavn (Adler), havn med skibsforbindelser til bl.a. Middelhavet og jernbaneforbindelser til resten af Rusland.
Byen blev grundlagt 1838  under navnet Aleksandrija, men fik i 1896 sit nuværende navn. Allerede i sovjettiden udviklede byen sig til et kur- og badested, hvor bl.a. Stalin lod opføre en datja.
I 2014 blev vinter-OL afholdt i Sotji.

## Klima
Sotji og omegn har et fugtigt subtropisk klima og har det varmeste klima i Rusland. Sne er yderst sjældent, da gennemsnitstemperaturen i koldeste måned er +7 °C, i juli er gennemsnitstemperaturen + 24 °C. Somrene er lange og varme, hvilket sammen med kildevæld, grønne bjerge og strande gavner byens turisterhverv. Vandtemperaturen i Sortehavet er 24,1 °C i august.

## Seværdigheder og kultur
Der er mange hoteller, sanatorier og mineralbade i Sotji. Vegetationen er subtropisk med palmer, blomster og parker herunder "Riviera" parken med magnolietræer, der er plantet af kosmonauter. Syd for centrum findes den berømte Dendrary Botaniske Have med mange eksotiske planter bl.a. 24 forskellige palmearter.
Nordvest for byen i mikrorajonen Dagomys ligger flere teplantager, blandt andet Dagomystjaj, og nord for byen på bjergskråningerne finder man det kaukasiske biosfærereservat, der med sin enestående natur er optaget på UNESCOs Verdensarvsliste. I dette naturreservat finder man bl.a. naturlige bestande af 85 meter høje nordmannsgraner (Abies nordmanniana), ægte kastanjer (Castanea sativa), stedsegrønne træer almindelig buksbom (Buxus sempervirens), kaukasisk eg (Quercus macranthera), orientalsk bøg (Fagus sylvatica subsp. orientalis), orientalsk gran (Picea orientalis), orientalsk avnbøg (Carpinus orientalis) og kaukasisk lind (Tilia dasystyla).
Hver sommer afholdes i Sotji filmfestivalen "Kinotawr", og af andre kulturtilbud kan nævnes et Delfin-Teater samt mange sportsfaciliteter: tennis, fodbold, svømning. Der findes bl.a. et kendt cirkus samt teater for børn .
Sotji har gode skisportsfaciliteter, der var grundlaget for, at IOC den 5. juli 2007 tildelte værtskabet for vinter-OL 2014, efter en anbefalingstale af den russiske præsident Vladimir Putin. Vintersportsanlæggene ligger i bjergene bl.a. ved Krasnaja Poljana, hvor man finder sneen.
Ærkeenglen Mikaels Katedral, tegnet af Kaminski, blev bygget 1873-91.

## Venskabsbyer
| - Cheltenham, Storbritannien - Menton, Frankrig - Rimini, Italien - Espoo, Finland - Long Beach, USA - Trabzon, Tyrkiet | - Pärnu, Estland - Weihai, Kina - Volos, Grækenland - Vancouver, Canada - Baden-Baden, Tyskland |

## Kulturel betydning
Sangen Korotje af bandet Leningrad er en hyldest til Sotji.